# James Waterman Glover
James Waterman Glover (Clio, Michigan, 24 de julho de 1868 – Ann Arbor, 15 de julho de 1941) foi um matemático estadunidense.
Foi palestrante convidado do Congresso Internacional de Matemáticos em Toronto (1924).

## Publicações selecionadas

### Artigos
- «A general formula for the valuation of securities». American Mathematical Monthly. 22 (3): 82–88. Março de 1915. doi:10.2307/2971891
- «The New United States Life Tables. Their Purpose and What They Show». Public Health Reports. 32 (1): 1–39. 5 de janeiro de 1917. PMC 1999673. PMID 19314545. doi:10.2307/4574389
- «Requirements for Statisticians and Their Training: I. Statistical Teaching in American Colleges and Universities». Journal of the American Statistical Association. 21 (156): 419–424. 1926. doi:10.1080/01621459.1926.10502195

### Livros
- Mathematics of annuities and insurance. [S.l.: s.n.] 1905
- com Laurence Ilsley Hewes: Highway bonds : a compilation of data and an analysis of economic features affecting construction and maintenance of highways financed by bond issues, and the theory of highway bond calculations. [S.l.: s.n.] 1915
- Double, triple, and multiple indemnity. [S.l.: s.n.] 1922
- com Harry C. Carver: Introduction to mathematical statistics. [S.l.: s.n.] 1924
- com Earl C. Wightman: Life insurance accounting. [S.l.: s.n.] 1930